# Sīāh Geleh
Sīāh Geleh (persiska: سياه گِلِه, سياه گُلِه, سِياه گِلِه, سیاه گله) är en ort i Iran.   Den ligger i provinsen Hamadan, i den nordvästra delen av landet, 300 km väster om huvudstaden Teheran. Sīāh Geleh ligger 1 853 meter över havet och antalet invånare är 284.
Terrängen runt Sīāh Geleh är kuperad åt sydväst, men åt nordost är den platt. Runt Sīāh Geleh är det ganska tätbefolkat, med 80 invånare per kvadratkilometer. Närmaste större samhälle är Kamak-e Soflá, 6,4 km söder om Sīāh Geleh. Trakten runt Sīāh Geleh består i huvudsak av gräsmarker.